# Giuseppe Fanelli

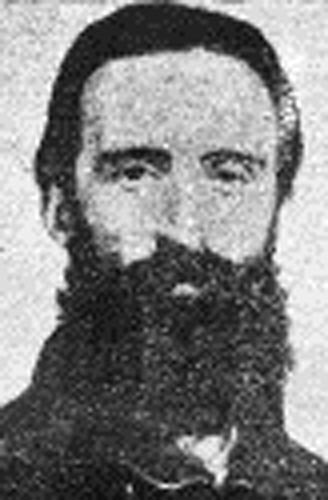
Giuseppe Fanelli

Giuseppe Fanelli född 13 oktober 1827 i Neapel, död 5 januari 1877 i Nocera Inferiore, var en italiensk anarkist som på uppdrag av Michail Bakunin reste runt i Spanien för att värva medlemmar till den Första internationalen. "Barfotapredikanter" fortsatte sedan detta uppdrag genom att vandra från by till by i de spanska bergen och propagera för anarkismen.